# カレンダーのコイビト
『カレンダーのコイビト』は、楠田亜衣奈のソロアーティストとして3枚目のアルバム。2017年2月1日にバップからリリースされた。
本アルバムに収録されている14曲のうち12曲は1年の12ヶ月をそれぞれイメージして制作されており、楠田にとって初のコンセプト・アルバムと位置付けられた。その他にアルバムの表題曲となる「カレンダーのコイビト」と、2016年11月に配信限定シングルとして発表した楽曲「ウェルカム・フューチャー」（テレビアニメ『CHEATING CRAFT』エンディングテーマ）を収録している。

## 制作
2ndアルバム『Next Brilliant Wave』から約9ヶ月ぶりのアルバムリリースとなった。本アルバム全体のテーマである「カレンダー」というコンセプトはスタッフによる提案から生まれたものであり、それぞれの月をイメージした楽曲のテーマは楠田がアイデアを出して楽曲提供者に提案する形がとられた。
楠田自身は「spring heart」「Anniversary」の作詞を手がけた。「spring heart」は「卒業」をイメージした楽曲であり、楠田はこの曲をアルバムの中で最も印象深い曲として挙げている。「Anniversary」は、ソロアーティストとしてデビューした10月をイメージした楽曲であり、楠田が実際に作詞したのはデビュー1周年を迎えた2016年10月頃であったため、当時の素直な気持ちを歌詞に込められたと振り返っている。
楠田は「リスアニ!WEB」でのインタビューにおいて、それまでにリリースした2枚のアルバムと本アルバムを比較して「今までは与えられたものを歌うような形でしたけど、今回は『こういう歌を歌いたい』というのを事前の打ち合わせで提示できたので、今までよりもさらに私らしいアルバムになったと思います」と述べている。

## 楽曲・構成
楠田の誕生月である2月をイメージしたバースデーソングである「まいにち誰かのハッピーデイ♡」からアルバムは始まり、先述した「spring heart」、具体的な曲のサンプルを楠田が渡してリクエストしたという「JUMP UP」、「宿題が終わらない」ことをモチーフとした「タイムリミットサマー!」、クリスマスをモチーフとした「クリスマスキャロルの街角で」など、12ヶ月をそれぞれモチーフとした楽曲が続く。中でも12曲目の1月をテーマとした「Snow Breath Celebration」は楠田曰く「今回のアルバムの中で唯一エッジの利いた曲」であり、新年の幕開けを意識したこだまさおりによる歌詞と吹雪のようなイメージのサウンドが合わさり力強いイメージを描写しているという。
13曲目「カレンダーのコイビト」はアルバムの表題曲であり、それまでの12ヶ月をモチーフとした楽曲の後に配置されている。楠田自身は「カレンダーの表紙のイメージになった曲」としている。

## リリース
本アルバムは初回限定盤A（規格番号：VPCG-80688）、初回限定盤B（規格番号：VPCG-80689）、通常盤（規格番号：VPCG-83518）の3形態で発売された。
初回限定盤Aには2016年11月13日にZepp Tokyoで行われた『1st Live Blu-ray「Eternal Precious Wave」リリース記念LIVE』のダイジェスト映像を収録したBlu-ray Discが、初回限定盤Bには「ウェルカム・フューチャー」のミュージック・ビデオとジャケット撮影・ミュージックビデオ撮影のメイキング映像を収録したDVDが付属した。
また、アルバムリリースと同時に、moraなど各種配信サイトにおいてデジタル・ダウンロードも開始され、ハイレゾ音源の配信も開始された。

## チャート成績
本アルバムは、発売初週にあたる2017年2月13日付のオリコン週間アルバムチャートで18位を記録した。2019年3月現在のオリコンチャート登場回数は2週である。また、Billboard JAPANによるチャート「Billboard Japan Hot Albums」では2017年2月13日付で23位を記録した。

## 批評
音楽情報サイト「OTOTOY」において前田将博は、多くの作家を起用することによって曲調のバリエーションが豊かになっている点、楠田がアルバム内で曲によって様々な声色を使い分けている点を肯定的に評価し、このアルバムがμ's活動停止後ソロアーティストとして活動する楠田にとって「今後彼女がより大きく飛躍していく上で第一歩となるような作品」であると述べた。

## 収録曲
タイトル内の括弧は、その曲がモチーフにした月を表す。
| #         | タイトル                              | 作詞         | 作曲      | 編曲           | 時間  |
| --------- | ------------------------------------- | ------------ | --------- | -------------- | ----- |
| 1.        | 「まいにち誰かのハッピーデイ♡ (2月)」 | こだまさおり | 山田高弘  | 山田高弘       | 3:55  |
| 2.        | 「spring heart (3月)」                | 楠田亜衣奈   | 井内舞子  | 井内舞子       | 4:59  |
| 3.        | 「ハルイロレジュメ (4月)」            | こだまさおり | 山口寛雄  | 鈴木Daichi秀行 | 4:04  |
| 4.        | 「JUMP UP (5月)」                     | 岡田マリア   | 田代智一  | manzo          | 4:24  |
| 5.        | 「レイニーマーメイド (6月)」          | こだまさおり | 市川淳    | 市川淳         | 4:56  |
| 6.        | 「夏ハジメマシタ☆ (7月)」             | こだまさおり | ArmySlick | ArmySlick      | 3:59  |
| 7.        | 「タイムリミットサマー! (8月)」       | こだまさおり | 山田高弘  | 平田祥一郎     | 4:30  |
| 8.        | 「星空のリバーブ (9月)」              | こだまさおり | 山田高弘  | 上杉洋史       | 5:01  |
| 9.        | 「Anniversary (10月)」                | 楠田亜衣奈   | 伊藤翼    | 伊藤翼         | 3:55  |
| 10.       | 「ロールロールロール! (11月)」        | こだまさおり | 山田高弘  | サキタハヂメ   | 2:49  |
| 11.       | 「クリスマスキャロルの街角で (12月)」 | こだまさおり | 根岸孝旨  | 根岸孝旨       | 4:53  |
| 12.       | 「Snow Breath Celebration (1月)」     | こだまさおり | 齋藤真也  | 齋藤真也       | 4:02  |
| 13.       | 「カレンダーのコイビト」              | こだまさおり | 山田高弘  | 十川ともじ     | 5:06  |
| 14.       | 「ウェルカム・フューチャー」          | こだまさおり | 山田高弘  | 齋藤真也       | 3:21  |
| 合計時間: | 合計時間:                             | 合計時間:    | 合計時間: | 合計時間:      | 59:54 |